# Конгрешънъл Куотърли
Конгрешънъл Куотърли (на английски: Congressional Quarterly, съкратено CQ) е американско публицистично издание, изключително насочено към отразяване на дейността на Конгреса на САЩ. Основано през 1945 година, изданието се превръща във водещата американска медия в своята тематика, четено както от членовете на Конгреса, така и от членове на федералното правителство, академичните среди, други медии, бизнес и неправителствени организации. Първоначално излизало четири пъти в годината, Конгрешънъл куотърли бързо се превръща последователно в седмично, а накрая и в ежедневно издание, вследствие на значителния интерес. На практика преустановява своето съществуване като независимо издание през 2009 година, когато е закупено от Икономист.